# マンシ人
マンシ人（Манси - Mansi）はシベリアのチュメニ州にあるハンティ・マンシ自治管区・ユグラに住むウラル語族系民族。旧称ウォグル族（Вогулы - Voguly）。ロシア人の居住地にも混在しており、人口は全体で約12,500人。人種はコーカソイドとモンゴロイドが混じり合ったウラル人種に属し、ハプログループNが高頻度～中頻度で見られる。

## 言語
マンシ語は、ハンティ語とともにオビ・ウゴル諸語に分類され、ハンガリー語とも類縁関係にある。マンシ語の話者数は940人（2010年）。ハンティ人とマンシ人は元来同じ民族であったが、鉄器時代以降紀元1世紀頃に分かれたとされ、近い関係にある。東方に多く住むハンティ人とともに「オビ・ウゴル」と総称された。

## 人口
|                                      | 総計   | 男性  | 女性  |
| ------------------------------------ | ------ | ----- | ----- |
| 総計                                 | 11,432 | 5,167 | 6,265 |
| チュメニ州                           | 10,561 | 4,786 | 5,775 |
| うちハンティ・マンシ自治管区・ユグラ | 9,894  | 4,510 | 5,384 |
| スヴェルドロフスク州                 | 259    | 130   | 129   |
| コミ共和国                           | 11     | 8     | 3     |

2010年の国勢調査によると、12,269人のマンシ人がロシア国内に居住している。

## 起源・歴史

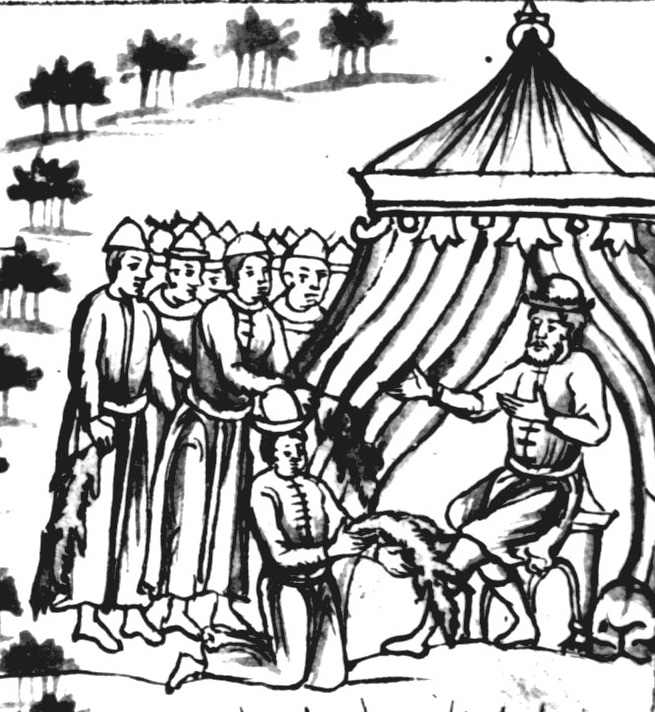
イェルマークに貢物を運ぶヴォグル族

マンシ人の祖先はハンティ人と同祖を持ち、ウラル山脈の西側に居住していた。ペルミ近郊でマンシ人の遺跡が発掘されている。
そして、紀元前10世紀以降に西シベリア平原に移住し、その土地の民と同化していったとされる。一方、紀元500年頃に、南にあるウラル・ステップから現在の位置にやってきたとする別の文献もある。鉄器時代以降の紀元1世紀頃に分かれたとされる。
古くは騎馬文化を持っていたようであるが、シベリアの環境への適応から、狩猟・漁猟・トナカイ飼育の生活を導入するようになった。10世紀頃にはロシア人との接触をはじめ、11世紀までには定期的な交易を行っていた。モンゴル帝国の拡大にともない服属し、西シベリア汗国に含まれた。その後、ロシア帝国のイェルマークによるシベリア征服によって、西シベリア平原がロシア帝国による支配を受けた。遅くとも16世紀にはロシアとの接触をしていた。ロシア及びソビエト連邦政府との接触が多かったため、マンシ人は東方のハンティ人に比べると、ロシア人との同化が全般的により進んでいる。
1960年代、ハンティ・マンシ自治管区・ユグラで石油開発が始まると、第二次世界大戦以降ではソビエト連邦史上最大規模の内地強制移住が行われた。この結果、マンシ人・ハンティ人の少数民族化が進み、今日では自治管区の人口に彼らが占める割合はわずか1%強とされる。
他の北方民族の多くと同様、ソビエト連邦はマンシ人にも「国民文学」を作るように要求し、主にレーニン革命によってもたらされた啓蒙と進歩を称揚する作品が作られた。この分野における著名な作家としてユーヴァン・シェスタロフがいるが、ソヴィエト連邦崩壊後には、彼はシャーマニズムに転向し、マンシ人はシュメールの末裔であると主張するようになった。

## 著名人
- ルスラン・プロボドニコフ - 第19代世界ボクシング機構スーパーライト級王者
- マンシ・カスリワル - カリフォルニア工科大学天文学教授[5]